# حميد عنايت
حميد عنايت (1932-1982) أكاديمي ومفكر ومترجم إيراني. حصل على بكالوريوس العلوم السياسيَّة من جامعة طهران عام 1954، أتبعه بالماجستير (عام1958) والدكتوراه (عام 1962) من جامعة لندن. كان في شبابه عضوًا في الحزب الشيوعي (توده). وفي عام 1960 ساهم في تأسيس اتحاد الطلاب الإيرانيين في أوروبا، وكان سكرتيرًا له. وبعد قضاء عام كأستاذ زائر في جامعة الخرطوم بالسودان (1965-1966)؛ عاد عنايت إلى مسقط رأسه حيث عُيِّن أستاذًا للعلوم السياسية في جامعة طهران. وفي عام 1980 اختارته جامعة أكسفورد كمحاضر في تاريخ الشرق الأوسط الحديث، وزميل لكلية سانت أنطوني بذات الجامعة، وهو الموقع الذي شغله حتى وفاته. كان عنايت كاتبًا ومترجمًا ضليعًا يُجيد الانكليزيَّة كأهلها، ويعرف العربيَّة والفرنسيَّة والألمانيَّة، وله بعض الإلمام بالروسية واليابانيَّة. وقد ترجم لبرنارد شو وغي دي موباسان و فريدريش هيغل . وقد نشر ترجمته الفذَّة لكتاب السياسة لأرسطو عام 1958. وله أربعة كتب في حقل العلوم السياسيَّة؛ منها ثلاثة نُشِرَت بالفارسية، وكتاب نُشِرَ بالانكليزيَّة.

## کتب
- الفكر السياسي في الإسلام المعاصر (آخر عمل مهم له في الأيام الأخيرة من حياته)
- تاريخ الأفكار والمؤسسات السياسية في إيران والإسلام
- الفلسفة السياسية الغربية ، من هيراكليت إلى هابز
- الإسلام والاشتراكية في مصر (وقائع)
- سير في الفكر السياسي العربي
- ست خطابات حول الدين والمجتمع
- عالم الأجنبي نفسه (مجموعة من المقالات)
- ببليوغرافيا العلوم السياسية في الایران
- الأفكار السياسية الغربية من غزو مصر من قبل نابليون إلى الحرب العالمية الثانية